# 뉴멕시코주의 대학 목록
다음은 미국의 주 뉴멕시코주의 대학 목록이다.
- 뉴멕시코 대학교
- 뉴멕시코 주립 대학교
- 뉴멕시코 광산공과대학교
- 사우스웨스트 대학교
- 세인트 프랜시스 대학교
- 세인트존스 칼리지 (아나폴리스/산타페)
- 피닉스 대학교
- 디네 칼리지
- 서던메소디스트 대학교

## 같이 보기
- 미국의 대학 목록
- 대학 목록